# Canarische den
Canarische den (Pinus canariensis) is een soort uit de dennenfamilie (Pinaceae)

## Determinatie
Canarische den is een groenblijvende, boomvormende conifeer. De plant bereikt een gemiddele hoogte van 30–45 m met een stamdiameter van ± 1,5 m. In uitzonderlijke gevallen kunnen exemplaren 60 m hoog worden en een stamdiameter van 2,5 m bereiken. De stam is lichtbruin en bij jonge bomen bijna glad. Maar als ze ouder worden wordt deze dik en krijgt scheuren. De boom groeit in haar jonge jaren zeer snel. De naalden groeien in bundels van drie en zijn 15–30 cm lang. De kegels zijn 10–23 cm lang en glanzend kastanjebruin van kleur. Ze blijven vaak meerdere jaren gesloten.

### Gelijkende taxa
De soort kan worden verward met haar verwante soorten Pinus roxburghii (uit de Himalaya) en de uit het Middellandse Zeegebied afkomstige parasolden (Pinus pinea), aleppoden (Pinus halepensis), zeeden (Pinus pinaster) en Turkse den (Pinus brutia).

## Ecologie en verspreiding
Canarische den komt van nature voor op de buitenste Canarische Eilanden (Gran Canaria, Tenerife, El Hierro en La Palma). Deze subtropische dennensoort overleeft temperaturen tot ongeveer −10 tot −6 °C. In haar natuurlijke omgeving groeit de plant onder verschillende hoeveelheden neerslag. Van minder dan 300 mm tot enkele duizenden millimeters. Dit komt vooral door de verschillen in de mistvangst van het gebladerte. Het is een van de meest droogtetolerante dennen; de plant groeit zelfs op plekken met minder dan 200 mm regen per jaar.

## Toepassingen
Met haar extreem lange naalden vangt Canarische den veel vochtige zeelucht op, deze condenseert en druppelt naar beneden de grond in. Daarom is de soort belangrijk voor de watervoorziening van de eilanden waar ze groeit.
Het hout is zeer aromatisch, hard en sterk. Daarom werden er vroeger grote delen van bossen gekapt die gedomineerd waren door Canarische den. Tegenwoordig is de boom beschermd.
Canarische den is een populaire sierboom in warmere klimaten, zoals in particuliere tuinen, openbare landschappen, en als straatbomen in Californië.

## Fotogalerij

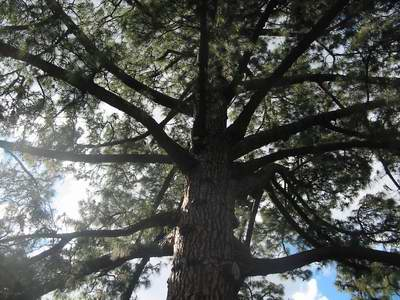
Stam
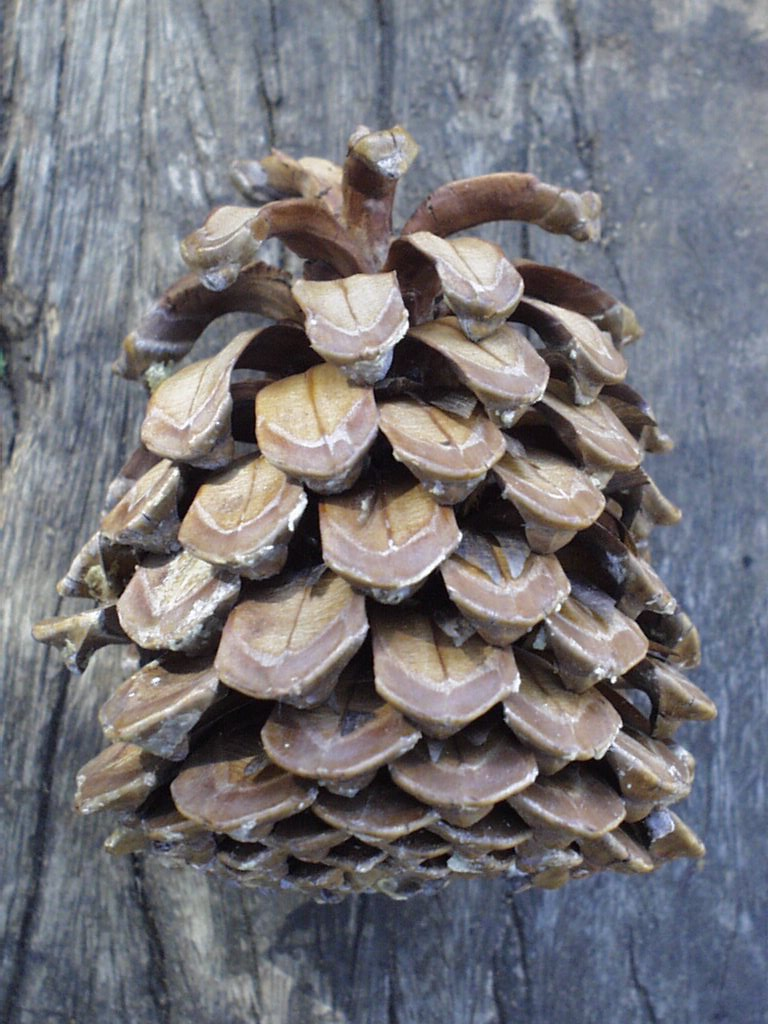
Vrouwelijke kegel
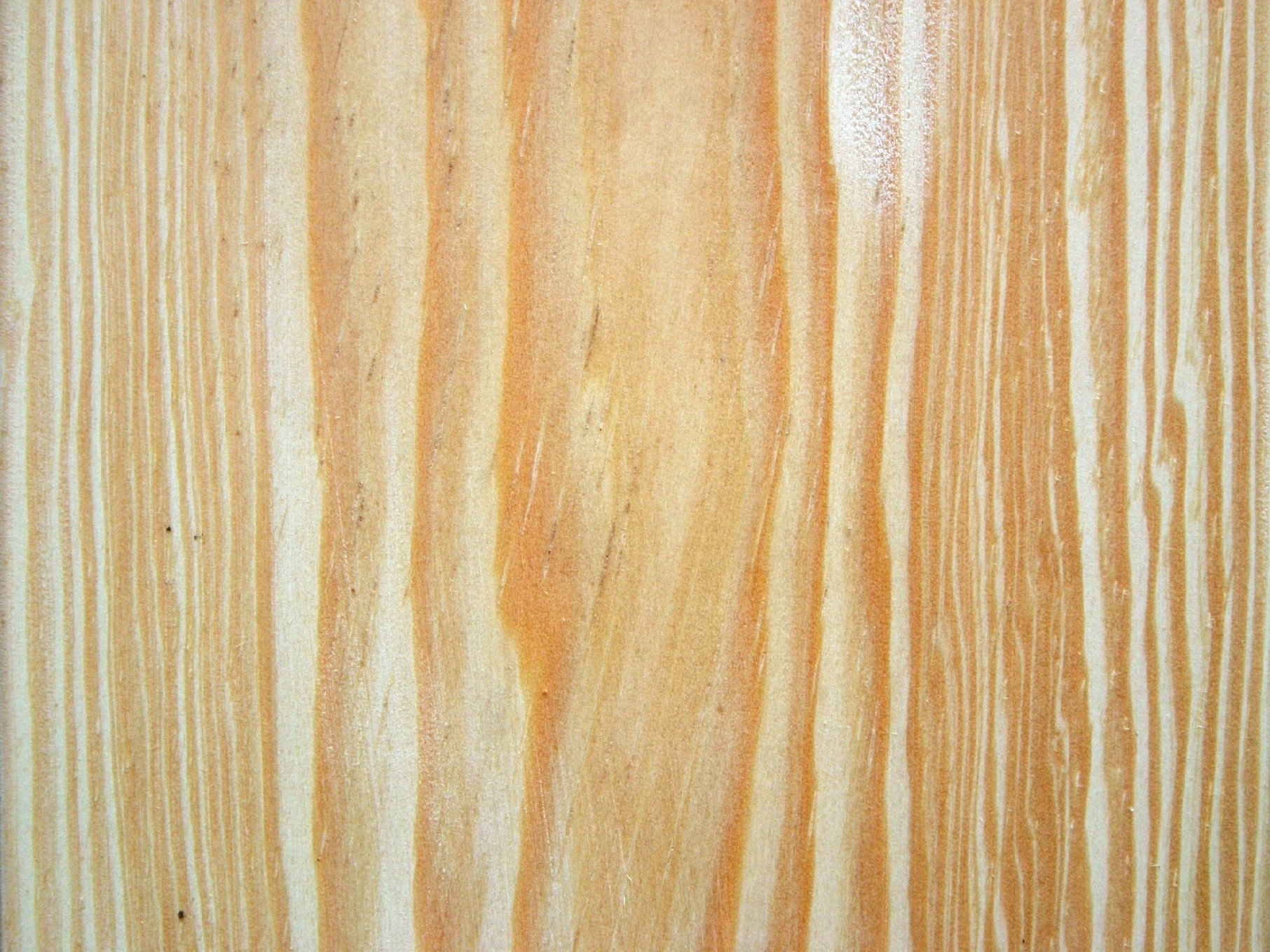
Hout
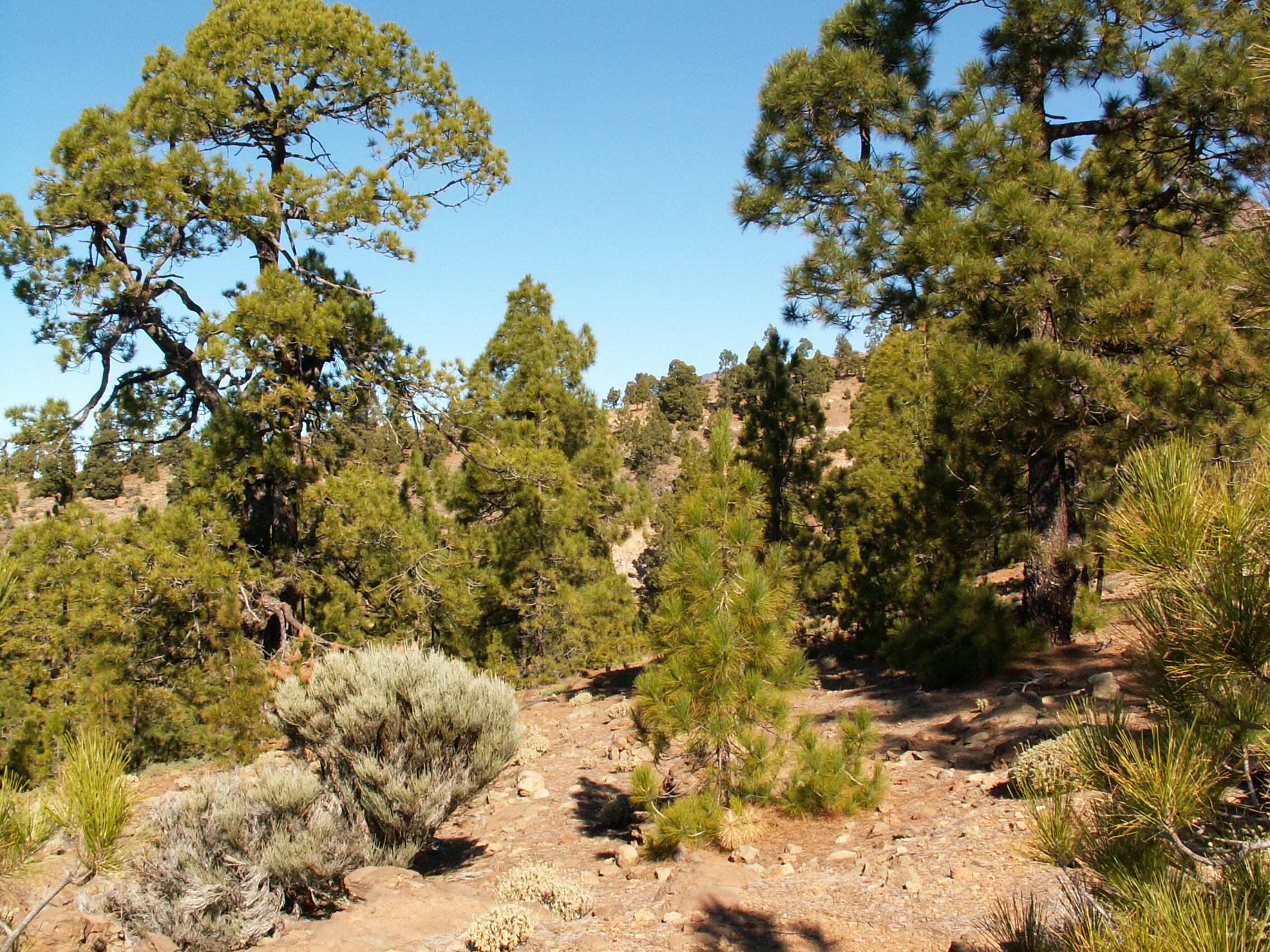
Zuid-Tenerife

... · 
P. albicaulis (asgrijze den) · 
P. aristata (stoppelden) · 
P. balfouriana (vossenstaartden) · 
P. brutia (Turkse den) · 
P. canariensis (Canarische den) · 
P. cembra (alpenden) · 
P. contorta (draaiden) · 
P. densiflora (Japanse rode den) · 
P. halepensis (aleppoden) · 
P. heldreichii (Bosnische den) · 
Pinus hwangshanensis · 
P. jeffreyi (jeffreyden) · 
P. koraiensis (Koreaanse den) · 
P. lambertiana (suikerden) · 
P. longaeva (langlevende den) · 
P. monophylla · 
P. monticola (Amerikaanse witte den) · 
P. mugo (bergden) · 
P. muricata (bishopden) · 
P. nigra (zwarte den) · 
P. nigra subsp. laricio (Corsicaanse den)  · 
P. nigra subsp. nigra (Oostenrijkse den) · 
P. palustris (moerasden) · 
P. parviflora (Japanse witte den) · 
P. peuce (Macedonische den) · 
P. pinaster (zeeden) · 
P. pinea (parasolden) · 
P. ponderosa (gele den) · 
P. pumila (Siberische dwergden) · 
P. radiata (montereyden) · 
P. strobus (weymouthden) · 
P. sibirica (Siberische den) · 
P. sylvestris (grove den) · 
P. thunbergii (Japanse zwarte den) · 
P. wallichiana (tranenden) · 
...